# 旗牌公司

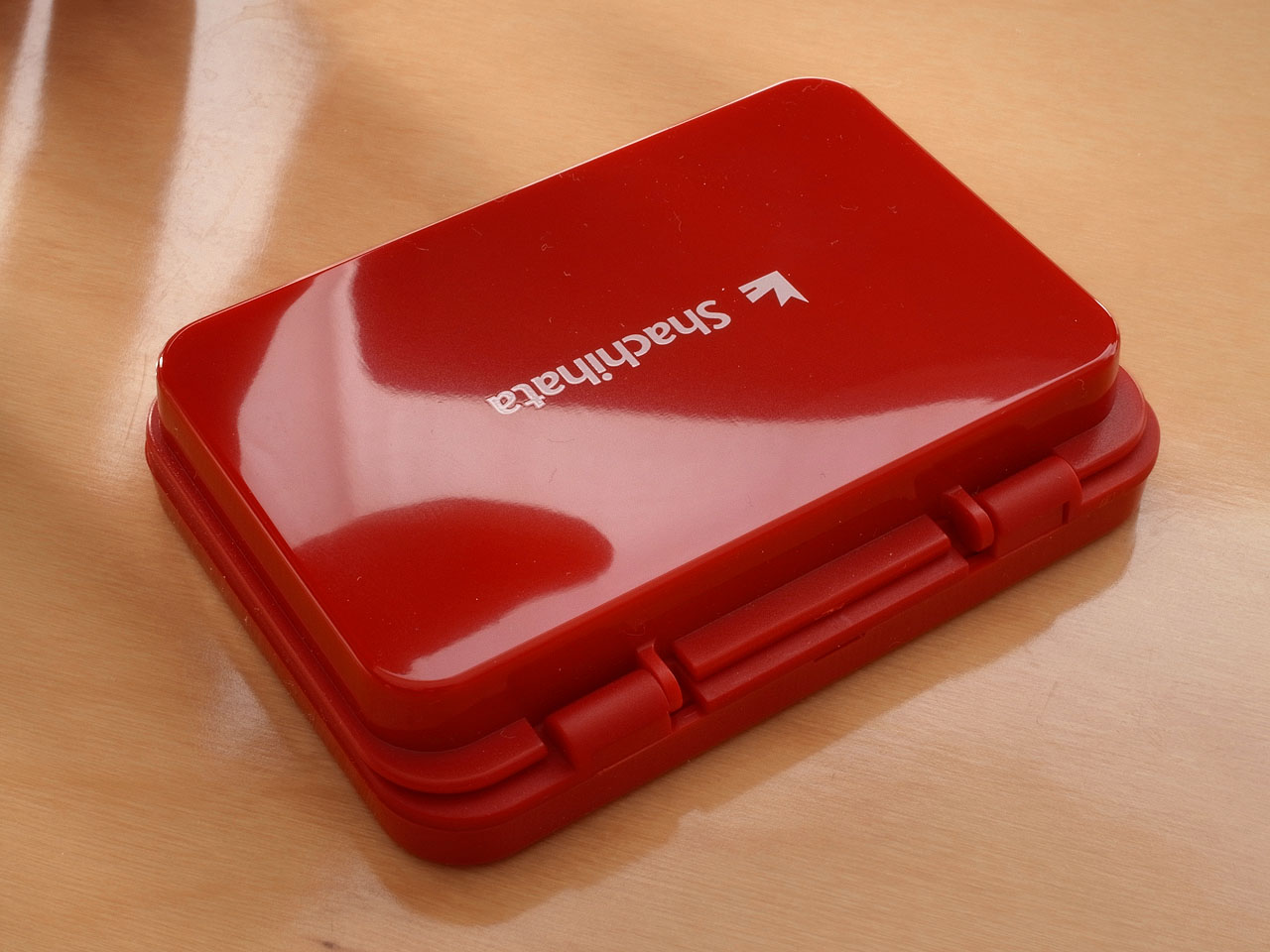

旗牌公司，簡稱舟橋集團股份有限公司、舟橋集團股份、舟橋集團及舟橋，香港譯作「旗牌」（日语：シヤチハタ株式会社），在1941年，由舟橋商會於名古屋（總部）成立前身「舟橋工業股份有限公司」。
董事長為首席執行官為舟橋紳吉郎。首席營運官為舟橋正剛。業務在全球經營生產、設計及銷售印章、水墨用圖章和各類書寫用的筆產品。

## 香港
在香港方面，該公司和林略行有限公司（1946年成立），合組「旗牌(香港)有限公司」，經營定造原子印及出口部份中國製造文具產品。
在2011年11月21日，該公司主要品牌「雅麗」和「Xstamper」於澳洲和新西蘭業務，被「百利金雅麗集團」（百利金主要母公司）收購，但會繼續共同開發主要產品。

## 外部連結
- Shachihata.co.jp （页面存档备份，存于）
  - シヤチハタ株式会社的X（前Twitter）
  - YouTube上的シヤチハタ/Shachihata頻道